# Георги Гюрнев
Георги Стоилов Гюрнев е български революционер, деец на Вътрешната македоно-одринска революционна организация.

## Биография
Гюрнев е роден в 1880 година в неврокопското село Балдево, тогава в Османската империя. Влиза във ВМОРО и участва в пренасянето на оръжие от Свободна Бълтария. На 11 май 1903 година при прехвърляне на оръжие са разкрити и обградени. По време на сражението Гюрнев е заловен, осъден на 101 години и затворен в Еди куле в Солун. Амнистиран е при амнистията от 1904 година. В 1908 година е четник в четата на Петър Милев. Активен член е на ВМОРО до избухването на Балканската война в 1912 година.
На 9 март 1943 година, като жител на Балдево, подава молба за българска народна пенсия, която е одобрена и пенсията е отпусната от Министерския съвет на Царство България.